# Хатчинсон, Омари
Омари Элайджа Жиро-Хатчинсон (англ. Omari Elijah Giraud-Hutchinson; род. 29 октября 2003, Редхилл, Юго-Восточная Англия) — английский и ямайский футболист, вингер клуба «Ноттингем Форест».

## Клубная карьера
Хатчинсон начинал заниматься футболом в академиях «Челси» и «Чарльтон Атлетик». В 12 лет перешёл в «Арсенал». В ноябре 2020 года он подписал свой первый контракт с лондонским клубом.
16 июля 2022 года Омари вернулся в «Челси».
20 июля 2023 года клуб Чемпионшипа «Ипсвич Таун» объявил об аренде Хатчинсона до конца сезона 2023/24. За сезон он провёл 50 матчей, забил 11 голов и помог клубу выйти в Премьер-лигу. 1 июля 2024 года Омари присоединился к «трактористам» на постоянной основе. 24 ноября 2024 года в матче против «Манчестер Юнайтед» забил свой первый гол в Премьер-лиге.

## Карьера в сборной
Хатчинсон выступал за молодёжные сборные Англии в возрасте до 17 и до 19 лет.
В 2022 году он решил выступать за национальную сборную Ямайки и в мае дебютировал в товарищеском матче.